# Max Jenkins
Max Jenkins (New York, 13 marzo 1985) è un attore e scrittore statunitense.

## Biografia
Jenkins fece la sua prima apparizione in High Maintenance nel webisodio “Olivia” nel 2013, recitando come guest star accanto a Heléne Yorke.
BuzzFeed ha elogiato Jenkins e Yorke nella loro lista dei “16 Scene-Stealers From TV Comedy” nel 2014, mentre Indiewire ha definito “Olivia” come “uno degli episodi più forti e popolari della serie.”
Jenkins ha inoltre offerto interpretazioni acclamate dalla critica in varie produzioni teatrali a New York, in particolare in Unnatural Acts al Classic Stage Company. Il lavoro, co-scritto da Jenkins e da altri membri del cast, è stato candidato a tre Drama Desk Awards del 2012, inclusa la categoria “Outstanding Play.”
Alla prima di The Mysteries of Laura il 17 settembre 2014, il Los Angeles Times ha descritto Jenkins come “fabulous,” aggiungendo che “potrebbe meritare uno show tutto suo.”
Ad agosto 2018 fu annunciato che Jenkins era stato scelto per interpretare Christopher Doyle nella serie dark comedy di Netflix Amiche per la morte - Dead to Me.
Nel 2022 ha interpretato il ruolo di Jeff nella produzione mondiale in anteprima di Which Way to the Stage off-Broadway.

## Filmografia

### Cinema
- Watching TV with the Red Chinese, regia di Shimon Dotan (2012)
- Fort Tilden, regia di Sarah-Violet Bliss e Charles Rogers (2014)
- Those People, regia di Joey Kuhn (2015)
- Plus One, regia di Jeff Chan e Andrew Rhymer (2019)
- Cat Person, regia di Susanna Fogel (2023)

### Televisione
- Anderson Live - talk show (2012)
- High Maintenance - serie TV (2013, 2016)
- The Mysteries of Laura - serie TV (2014-2016)
- Orange Is the New Black - serie TV (2015)
- Amiche per la morte - Dead to Me (Dead to Me) - serie TV (2019-2022)
- Special - serie TV (2021)
- Dead Boy Detectives - serie TV (2024)